# تلفن (فیلم ۱۳۷۸)
تلفن فیلمی به کارگردانی شفیع آقا محمدیان و نویسندگی جعفر حسنی محصول سال ۱۳۷۸ است.

## بازیگران
- فاطمه گودرزی
- عبدالرضا آشتیانی
- نادر رجب‌پور
- رامین پرچمی
- فرهاد خانمحمدی
- بابک نوری
- هیلا اکرانی
- هالی